# Oost-Pruisisch voetbalkampioenschap 1931/32
In 1931/32 werd het zeventiende Oost-Pruisisch voetbalkampioenschap gespeeld, dat georganiseerd werd door de Baltische voetbalbond.
VfB Königsberg werd kampioen en plaatste zich voor de Baltische eindronde. Als vicekampioen mocht ook Hindenburg Allenstein naar die eindronde. Allenstein werd kampioen, terwijl VfB gedeeld tweede werd met Viktoria Stolp. In de play-off om de tweede plaats trok Stolp aan het langste eind. Allenstein plaatste zich zo voor de eindronde om de Duitse landstitel. De club verloor in de eerste ronde met 0-6 van Eintracht Frankfurt.

## Reguliere competitie

### Bezirk Königsberg
| Plaats | Club                             | Wed. | W | G | V | Saldo | Ptn. |
| ------ | -------------------------------- | ---- | - | - | - | ----- | ---- |
| 1.     | VfB Königsberg                   | 5    | 5 | 0 | 0 | 43:6  | 10   |
| 2.     | SV Prussia-Samland Königsberg    | 5    | 3 | 1 | 1 | 19:8  | 7    |
| 3.     | SpVgg ASCO Königsberg            | 5    | 3 | 0 | 2 | 14:22 | 6    |
| 4.     | SV Rasensport-Preußen Königsberg | 5    | 2 | 1 | 2 | 22:17 | 5    |
| 5.     | SV Concordia Königsberg          | 5    | 1 | 0 | 4 | 8:24  | 2    |
| 6.     | Königsberger STV                 | 5    | 0 | 0 | 5 | 6:35  | 0    |

|  | Geplaatst voor eindronde                     |
|  | Geplaatst voor eindronde voor vicekampioenen |
|  | Deelname kwalificatieronde                   |

#### Kwalificatieronde
| Plaats | Club                         | Wed. | W | G | V | Saldo | Ptn. |
| ------ | ---------------------------- | ---- | - | - | - | ----- | ---- |
| 1.     | SV Concordia 1911 Königsberg | 3    | 2 | 0 | 1 | 8:7   | 4    |
| 2.     | Königsberger STV             | 3    | 1 | 1 | 1 | 12:10 | 3    |
| 3.     | PfL Königsberg               | 3    | 1 | 1 | 1 | 7:8   | 3    |
| 4.     | RSV Braunsberg               | 3    | 1 | 0 | 2 | 8:10  | 2    |

|  | Behoud Bezirksliga |

### Bezirksliga Nord

#### Voorronde
De competitie in de Bezirksliga Nord werd hervormd voor dit jaar. De top drie plaatste zich voor een eindronde waarin de clubs nog één keer tegen elkaar speelden. De drie laatst geklasseerden deden hetzelfde. 
| Plaats | Club                  | Wed. | W | G | V | Saldo | Ptn. |
| ------ | --------------------- | ---- | - | - | - | ----- | ---- |
| 1.     | SpVgg Memel           | 5    | 5 | 0 | 0 | 26:6  | 10   |
| 2.     | SV 1905 Insterburg    | 5    | 4 | 0 | 1 | 10:5  | 8    |
| 3.     | Tilsiter SC           | 5    | 2 | 0 | 3 | 21:12 | 4    |
| 4.     | SV Yorck Insterburg   | 5    | 2 | 0 | 3 | 13:15 | 4    |
| 5.     | SC Preußen Insterburg | 5    | 1 | 1 | 3 | 11:21 | 3    |
| 6.     | VfB Tilsit            | 5    | 0 | 1 | 4 | 9:31  | 1    |

|  | Eindronde plaats 1-3 |
|  | Eindronde plaats 4-6 |

Play-off derde plaats
|             |             |       |                     |        |
| 5 juli 1931 | Tilsiter SC | 3 – 2 | SV Yorck Insterburg | Tilsit |
| 5 juli 1931 |             |       |                     | Tilsit |

#### Eindronde 1-3
Hoewel het Memelland al sinds 1923 tot Litouwen behoorde bleef SpVgg Memel in de Baltische competitie spelen en vertegenwoordigde de Duitstalige bevolking van Memel. Onder de naam SpVgg Klaipėda speelde de club echter ook in de Litouwse competitie. De Litouwse voetbalbond wilde echter niet meer dat de club ook in de Duitse competitie speelde en in de zomer van 1931 kreeg de club een speelverbod. Hierdoor konden ze niet deelnemen aan de Oost-Pruisische eindronde en werd SV Insterburg afgevaardigd als kampioen en Tilsiter SC als vicekampioen.
| Plaats | Club               | Wed. | W | G | V | Saldo | Ptn. |
| ------ | ------------------ | ---- | - | - | - | ----- | ---- |
| 1.     | SpVgg Memel        | 2    | 1 | 1 | 0 | 14:4  | 3    |
| 2.     | SV 1905 Insterburg | 2    | 1 | 1 | 0 | 5:4   | 3    |
| 3.     | Tilsiter SC        | 2    | 0 | 0 | 2 | 2:13  | 0    |

|  | Geplaatst voor eindronde                     |
|  | Geplaatst voor eindronde voor vicekampioenen |

#### Eindronde 4-6
De wedstrijd Yorck Insterburg-VfB Tilsit werd niet gespeeld. 
| Plaats | Club                  | Wed. | W | G | V | Saldo | Ptn. |
| ------ | --------------------- | ---- | - | - | - | ----- | ---- |
| 4.     | SC Preußen Insterburg | 2    | 2 | 0 | 0 | 6:2   | 4    |
| 5.     | SV Yorck Insterburg   | 1    | 0 | 0 | 1 | 0:1   | 0    |
| 6.     | VfB Tilsit            | 1    | 0 | 0 | 1 | 2:5   | 0    |

|  | Degradatie |

#### Kwalificatieronde
Doordat SpVgg Memel het volgende seizoen niet meer deelnam aan de competitie speelden kwam er een extra plaats vrij in de Bezirksliga. De nummer twee en drie een play-off voor deze plaats.
| Plaats | Club               | Wed. | W | G | V | Saldo | Ptn. |
| ------ | ------------------ | ---- | - | - | - | ----- | ---- |
| 1.     | Polizei-SV Tilsit  | 2    | 2 | 0 | 0 | 10:3  | 4    |
| 2.     | VfL 1922 Gumbinnen | 2    | 1 | 0 | 1 | 9:7   | 2    |
| 3.     | VfB Tilsit         | 2    | 0 | 0 | 2 | 3:12  | 0    |

|  | Promotie naar Bezirksliga |
|  | Play-off                  |

Play-off
|                 |                    |       |            |            |
| 28 oktober 1931 | VfL 1922 Gumbinnen | 3 – 2 | VfB Tilsit | Insterburg |
| 28 oktober 1931 |                    |       |            | Insterburg |

### Bezirksliga Süd

#### Voorronde
| Plaats | Club                          | Wed. | W | G | V | Saldo | Ptn. |
| ------ | ----------------------------- | ---- | - | - | - | ----- | ---- |
| 1.     | SV Hindenburg Allenstein 1921 | 5    | 5 | 0 | 0 | 14:5  | 10   |
| 2.     | Rastenburger SV               | 5    | 4 | 0 | 1 | 17:6  | 8    |
| 3.     | SV Viktoria Allenstein 1916   | 5    | 2 | 0 | 3 | 15:14 | 4    |
| 4.     | SV Masovia Lyck               | 5    | 2 | 0 | 3 | 12:13 | 4    |
| 5.     | VfB Angerburg                 | 5    | 2 | 0 | 3 | 8:10  | 4    |
| 6.     | VfL Rastenburg                | 5    | 0 | 0 | 5 | 6:24  | 0    |

|  | Geplaatst voor eindronde Bezirksliga Süd |
|  | Play-off voor derde plaats               |
|  | Deelname kwalificatieronde               |

Play-off derde plaats
| Plaats | Club                        | Wed. | W | G | V | Saldo | Ptn. |
| ------ | --------------------------- | ---- | - | - | - | ----- | ---- |
| 1.     | SV Viktoria Allenstein 1916 | 2    | 1 | 1 | 0 | 10:3  | 3    |
| 2.     | SV Masovia Lyck             | 2    | 1 | 1 | 0 | 4:3   | 3    |
| 3.     | VfB Angerburg               | 2    | 0 | 0 | 2 | 2:10  | 0    |

|  | Geplaatst voor eindronde Bezirksliga Süd |

#### Eindronde
De clubs speelden elk één keer tegen elkaar maar de punten van de voorronde bleven ook wel belangrijk, zo verloor Rastenburger beide partijen, maar plaatste zich toch voor de Oost-Pruisische voorronde omdat ze een voorsprong van drie punten hadden uit de voorronde. 
| Plaats | Club                     | Wed. | W | G | V | Saldo | Ptn. |
| ------ | ------------------------ | ---- | - | - | - | ----- | ---- |
| 1.     | SV Hindenburg Allenstein | 7    | 6 | 1 | 0 | 17:7  | 13:1 |
| 2.     | Rastenburger SV          | 7    | 4 | 0 | 3 | 19:12 | 8:6  |
| 3.     | SV Viktoria Allenstein   | 7    | 3 | 1 | 3 | 20:16 | 7:7  |

|  | Geplaatst voor eindronde                     |
|  | Geplaatst voor eindronde voor vicekampioenen |

#### Kwalificatieronde
| Plaats | Club                   | Wed. | W | G | V | Saldo | Ptn. |
| ------ | ---------------------- | ---- | - | - | - | ----- | ---- |
| 1.     | SV Allenstein 1910     | 3    | 3 | 0 | 0 | 16:2  | 6    |
| 2.     | VfL Rastenburg         | 3    | 1 | 0 | 2 | 11:11 | 2    |
| 3.     | SVgg Hindenburg Lötzen | 3    | 1 | 0 | 2 | 8:11  | 2    |
| 4.     | VfB Gerdauen           | 3    | 1 | 0 | 2 | 5:16  | 2    |

|  | Promotie naar Bezirksliga  |
|  | Degradatie uit Bezirksliga |

## Eindronde

### Voorronde vicekampioenen 1
| Plaats | Club                          | Wed. | W | G | V | Saldo | Ptn. |
| ------ | ----------------------------- | ---- | - | - | - | ----- | ---- |
| 1.     | Rastenburger SV 1908          | 2    | 1 | 1 | 0 | 6:4   | 3    |
| 2.     | SV 1905 Insterburg            | 2    | 1 | 1 | 0 | 7:6   | 3    |
| 3.     | SV Prussia-Samland Königsberg | 2    | 0 | 0 | 2 | 2:5   | 0    |

|  | Play-off eerste plaats |

| Team 1        | Uitslag | Team 2             |
| ------------- | ------- | ------------------ |
| SV Insterburg | 3:2     | Rastenburger SV 08 |

### Voorronde vicekampioenen 2
Na de uitsluiting van SpVgg Memel ging SV Insterburg rechtstreeks naar de eindronde en mocht Tilsiter SC deelnemen aan de eindronde voor vicekampioenen, die hierdoor opnieuw gespeeld werd. 
| Plaats | Club                          | Wed. | W | G | V | Saldo | Ptn. |
| ------ | ----------------------------- | ---- | - | - | - | ----- | ---- |
| 1.     | Tilsiter SC 1907              | 2    | 1 | 0 | 1 | 3:2   | 2    |
| 2.     | Rastenburger SV 1908          | 2    | 1 | 0 | 1 | 3:3   | 2    |
| 3.     | SV Prussia-Samland Königsberg | 2    | 1 | 0 | 1 | 1:2   | 2    |

|  | Play-off eerste plaats |

Play-off
Prussia-Samland plaatste zich
| Team 1                     | Uitslag | Team 2             |
| -------------------------- | ------- | ------------------ |
| Tilsiter SC                | 3:1     | Rastenburger SV 08 |
| Prussia-Samland Königsberg | 1:0     | Tilsiter SC        |

### Finaleronde
| Plaats | Club                          | Wed. | W | G | V | Saldo | Ptn. |
| ------ | ----------------------------- | ---- | - | - | - | ----- | ---- |
| 1.     | VfB Königsberg                | 6    | 6 | 0 | 0 | 32:7  | 12   |
| 2.     | SV Hindenburg Allenstein      | 6    | 3 | 1 | 2 | 14:12 | 7    |
| 3.     | SV Prussia-Samland Königsberg | 6    | 2 | 1 | 3 | 10:14 | 5    |
| 4.     | SV 1905 Insterburg            | 6    | 0 | 0 | 6 | 2:25  | 0    |

|  | Kampioen, geplaatst voor Baltische eindronde     |
|  | Vicekampioen, geplaatst voor Baltische eindronde |